# Gregory Sporleder
Gregory Michael Sporleder (* 24. April 1964) ist ein US-amerikanischer Schauspieler.

## Leben
Gregory Michael Sporleder wurde als Sohn von Sozialarbeitern geboren. Während seiner Zeit an der University City High School studierte er Tanz und kam mit Schauspielerei in Berührung, sodass er anschließend an der Webster University studierte, wobei er dort mangels Talent aus dem Programm entlassen wurde. Über den Umweg der Schauspielausbildung am Piven Theatre Workshop in Chicago konnte sich Sporleder seit 1989 allmählich in Filmen wie Eine Klasse für sich und The Rock – Fels der Entscheidung als Schauspieler etablieren.

## Filmografie (Auswahl)

### Film
- 1990: Der Brief an den Weihnachtsmann (The Kid Who Loved Christmas)
- 1992: Asphalt-Propheten (Roadside Prophets)
- 1992: Eine Klasse für sich (A League of Their Own)
- 1993: Crazy Instinct (Fatal Instinct)
- 1993: Harry & Kit – Trouble Bound (Trouble Bound)
- 1993: True Romance
- 1994: Mr. Bill (Renaissance Man)
- 1994: Skandal in der Notaufnahme (State of Emergency)
- 1995: Mindripper
- 1996: The Rock – Fels der Entscheidung (The Rock)
- 1996: Twister
- 1998: Clay Pigeons – Lebende Ziele (Clay Pigeons)
- 1998: I Woke Up Early the Day I Died
- 1998: Unsere verrückte Farm (At Sachem Farm)
- 1999: Being John Malkovich
- 1999: Ungeküsst (Never Been Kissed)
- 2001: Black Hawk Down
- 2004: Hawaii Crime Story (The Big Bounce)
- 2009: 17 Again – Back to High School (17 Again)
- 2009: Das Hundehotel (Hotel for Dogs)
- 2010: The Crazies – Fürchte deinen Nächsten (The Crazies)

### Serie
- 1994: New York Cops – NYPD Blue (NYPD Blue, eine Folge)
- 1996: Chicago Hope – Endstation Hoffnung (Chicago Hope, eine Folge)
- 1998: Friends (eine Folge)
- 2001: Smallville (eine Folge)
- 2002: 24 (eine Folge)
- 2009: Monk (eine Folge)
- 2009: The Mentalist (eine Folge)
- 2010: True Blood (sechs Folgen)
- 2011: American Horror Story (eine Folge)
- 2013: Sons of Anarchy (eine Folge)
- 2014: Criminal Minds (eine Folge)
- 2015: Marvels Agent Carter (eine Folge)
- 2017: Zeit der Sehnsucht (The Young and the Restless, eine Folge)